# I Never Die
I Never Die är det första studioalbumet av den sydkoreanska tjejgruppen (G)I-dle, utgivet den 14 mars 2022 av Cube Entertainment. Det innehåller åtta spår, däribland ledsingeln "Tomboy", och markerade gruppens första utgivning som en kvintett efter medlemmen Soojins avgång i augusti 2021. Medlemmarna Soyeon, Minnie och Yuqi var albumets huvudsakliga producenter och låtskrivare.

## Låtlista
| Nr           | Titel         | Text                                  | Musik                                 | Arrangemang                           | Längd |
| ------------ | ------------- | ------------------------------------- | ------------------------------------- | ------------------------------------- | ----- |
| 1.           | Tomboy        | Soyeon                                | Soyeon Pop Time Jenci                 | Soyeon Pop Time Jenci                 | 2:55  |
| 2.           | Never Stop Me | Soyeon                                | Soyeon Kako Pop Time                  | Pop Time Kako                         | 2:25  |
| 3.           | Villain Dies  | Soyeon                                | Soyeon The Proof                      | The Proof                             | 3:05  |
| 4.           | Already       | Minnie Houdini Soyeon                 | Minnie Houdini                        | Minnie Houdini                        | 3:25  |
| 5.           | Polaroid      | Yuqi Boytoy (Blatinum) PLZ (Blatinum) | Yuqi Boytoy (Blatinum) PLZ (Blatinum) | Yuqi Boytoy (Blatinum) PLZ (Blatinum) | 3:40  |
| 6.           | Escape        | Minnie BreadBeat Soyeon               | BreadBeat Minnie                      | BreadBeat                             | 3:30  |
| 7.           | Liar          | Yuqi Siixk Jun Soyeon                 | Yuqi Siixk Jun Kim Myong-kyu          | Siixk June Kim Myong-kyu              | 2:55  |
| 8.           | My Bag        | Soyeon                                | Soyeon Nathan                         | Nathan Flip_00                        | 2:41  |
| Total längd: | Total längd:  | Total längd:                          | Total längd:                          | Total längd:                          | 24:36 |

| 9.           | Tomboy (explicit) | Soyeon Pop Time Jenci | 2:55  |
| Total längd: | Total längd:      | Total längd:          | 27:31 |